# 블루 아이비 카터
블루 아이비 카터(Blue Ivy Carter, 2012년 1월 7일 ~ )는 미국의 가수이다. 래퍼 제이Z와 가수 비욘세의 딸이다.

## 출연 작품
- 무파사: 라이온 킹 (2024) - 키아라 공주 (목소리)